# Thomas P. Gore
Thomas Pryor Gore (Condado de Webster (Mississippi), 10 de dezembro de 1870 – Washington, DC, 16 de março de 1949) foi um político estadunidense, filiado no Partido Democrata.
Foi senador pelo Oklahoma entre 1907 e 1921 e de 1931 a 1937. Era totalmente cego. Foi o avô materno do escritor Gore Vidal.